# Heinrich Einhof
Heinrich Einhof (* 18. Oktober 1777 in Bahrendorf bei Hitzacker; † 28. Februar 1808 in Möglin) war ein deutscher Agrikulturchemiker.
Einhof, Sohn eines Amtsvogts, ursprünglich Apotheker, wurde 1802 Mitarbeiter und Lehrer für Naturwissenschaften am landwirtschaftlichen Lehrinstitut von Albrecht Daniel Thaer in Celle. 1804 siedelte er mit Thaer nach Möglin über, wo er seine Lehrtätigkeit an der Landwirtschaftlichen Akademie Möglin fortsetzte.
Mitte Juni 1806 schreibt Thaer eigenhändig an den preußischen König:

„Zur Vollführung des ganzen Unterrichts Plans ist mir ein bey meinem vormahligen Institute bewährter Lehrer Nahmens Einhof höchst nöthig, den ich deshalb mitgebracht und nicht ohne Aufopferung bisher hier erhalten habe. Er hat seine ausgezeichneten physischen, chemischen und naturhistorischen Kentnisse und Arbeiten seit sechs Jahren zur Begründung und Berechtigung der Lehre vom Ackerbau und den mit der Landwirthschaft in Verbindung stehenden technischen Gewerben gewidmet; wobey er die Gabe eines ungemein deutlichen und die Aufmerksamkeit fesselnden Vortrages besitzt, welcher vorzüglich auf diejenigen berechnet ist, die sich der Naturwissenschaft nicht ex professio widmen, aber ihre Lehren genugsam begreifen wollen, um sie auf practische Gewerbe anwenden zu können. Diesen Einhof wage ich also Ewr. Majestät zu irgend einer Auszeichnung allerunterhänigst zu empfehlen und verbürge mich sowohl für seine, vom chemischen Publico auch schon anerkannte Gelehrsamkeit und Verdienste, als für seine rechtlichen und ehrliebenden Gesinnungen.“

Bereits Ende Juni 1806 erhielt Einhof vom König den „Charakter als Professor“ verliehen.
Als Thaers „Hauschemiker“ führte Einhof in Celle und Möglin zahlreiche Pflanzen-, Boden- und Düngeranalysen durch. Seine Versuchsergebnisse veröffentlichte er überwiegend in den von Thaer herausgegebenen Annalen der Niedersächsischen Landwirthschaft und in den Annalen des Ackerbaues. Einhof gehört mit zu den Wegbereitern der neuzeitlichen Agrikulturchemie.
Zwischen Thaer und Einhof bestanden enge freundschaftliche Beziehungen. Der frühe Tod von Einhof war für Thaer ein schwerer persönlicher Verlust. Teile der hinterlassenen Aufzeichnungen Einhofs hat Thaer 1808 unter Einhofs Namen als Grundriß der Chemie für Landwirthe herausgegeben.

## Hauptwerk
- Grundriß der Chemie für Landwirthe – aus Heinrich Einhofs weiland Königl. Preuß. Professors zu Mögelin hinterlassenen Daten. Herausgegeben von Albrecht Thaer, Erster Theil, Berlin 1808.